# Estany Llong de Cabanes
L'estany Llong de Cabanes és un llac glacial que es troba a la vall de Cabanes. Està situat a 2.223,7 metres d'altitud, i a seva superfície és de 1,24 hectàrees. Pertany al terme municipal d'Alt Àneu, a la comarca del Pallars Sobirà.
És un estany situat a la part alta de la vall. El vessant del pic del Tèsol està situat al seu Llevant, amb al seu característic color rogent. Pel cantó occidental hi discorre el corriol que s'origina als peus de la vall de Cabanes i que una mica més amunt es bifurca en dos: cap a l'Oest per pujar cap el coll de Bassiero i cap al Sudest cap el pic del Pinetó.
L'estany Llong està situat a la zona perifèrica del Parc Nacional d'Aigüestortes i Estany de Sant Maurici.